# Louriza Tronco
Louriza Tronco, née le 21 octobre 1993 à Winnipeg (Manitoba), est une actrice et chanteuse canadienne. Elle est notamment connue pour ses rôles dans les séries télévisées  Make It Pop et The Order.

## Biographie
Louriza Tronco est née et a grandi à Winnipeg dans la province du Manitoba, de parents immigrants philippins.

## Filmographie

### Cinéma
- 2014 : La Nuit au musée : Le Secret des pharaons : Andrea
- 2015 : Badge of Honor d'�Agustin (es) : Kim
- 2021 : Drinkwater : Wallace Owens

### Télévision

#### Séries télévisées
- 2013 : Cult : Libby
- 2015 : Détective McLean : Shelby
- 2015–2016 : Make It Pop : Jodi (42 épisodes)
- 2016 : The Other Kingdom : Judy
- 2017 : Spiral : Grace (7 épisodes)
- 2017 : Supergirl : N'keyy
- 2018 : Rachel : Ashlynn
- 2019 : Mystery 101 : Lacey Daniels (2 épisodes)
- 2019–2020 : The Order : Gabrielle Dupres (19 épisodes)

#### Téléfilms
- 2014 : À la recherche de l'homme idéal : Tessa
- 2014 : The Unauthorized Saved by the Bell Story : une ado
- 2014 : Zapped : Une application d'enfer ! : Yuki
- 2015 : Le Mensonge de ma vie : Kayla
- 2018 : L'homme qui a brisé ma fille : Alexa
- 2018 : La surprise de Noël : Lucy
- 2022 : Love Classified : Margot